# سرو اليابان
سَرْوُ اليَابَان أو السُّوغي هو جنس شجر يحوي على نوع واحد (أصنوفة أحادية الطراز) وهو سرو اليابان (Cupressus japonica كارولوس لينيوس الابن) وتعرف باسم (سوغي) باليابان ((باليابانية: 杉)).